# Grandes Salinas de Salins-les-Bains
As Grandes Salinas de Salins-les-Bains, em Jura na França, são parte do Patrimônio Mundial da UNESCO desde 2009 como extensão à Salina Real de Arc-et-Senans. São propriedade do município de Salins-les-Bains desde 1966. As Salinas de Salins-les-Bains fazem parte dos Museus de Técnicas e Culturas

## História
A Grande salina de Salins-les-Bains, foi explorada desde a Idade Média e provavelmente até antes. Inclui três construções: os armazéns de sal, os poços e uma moradia.
Está ligada à Salina de Arc-et-Senans por dois ductos de 21km de comprimento, pelos quais circulava a água com baixa salinidade de Salins. 
Foi fechada em 1962. É um testemunho da história da produção de sal na França.

## Princípio de obtenção
Captava-se a salmoura, que contém 330 gramas de sal por litro de água (em comparação, um litro de água do Oceano Atlântico contém 80 gramas) nos poços e depois, por galerias fechadas, esta salmoura era conduzida mediante uma bomba hidráulica (instalada em 1750). A roda de paletas era alimentada pelo Rio Furieuse. A bomba elevava à superfície a salmoura que era distribuída em grandes placas de ferro chamadas de fornos onde era aquecida a fim de se eliminar a água e cristalizar o sal.
O trabalho era muito árduo, graças ao imenso calor dentro dos fornos.
A partir de 1779 a salmoura era enviada à salina de Arc-et-Senans, pois a madeira doa arredores, usada nos fornos de calefação, quase havia desaparecido.
Hoje em dia a salmoura salina bombeada alimenta um balneário.

## Galeria

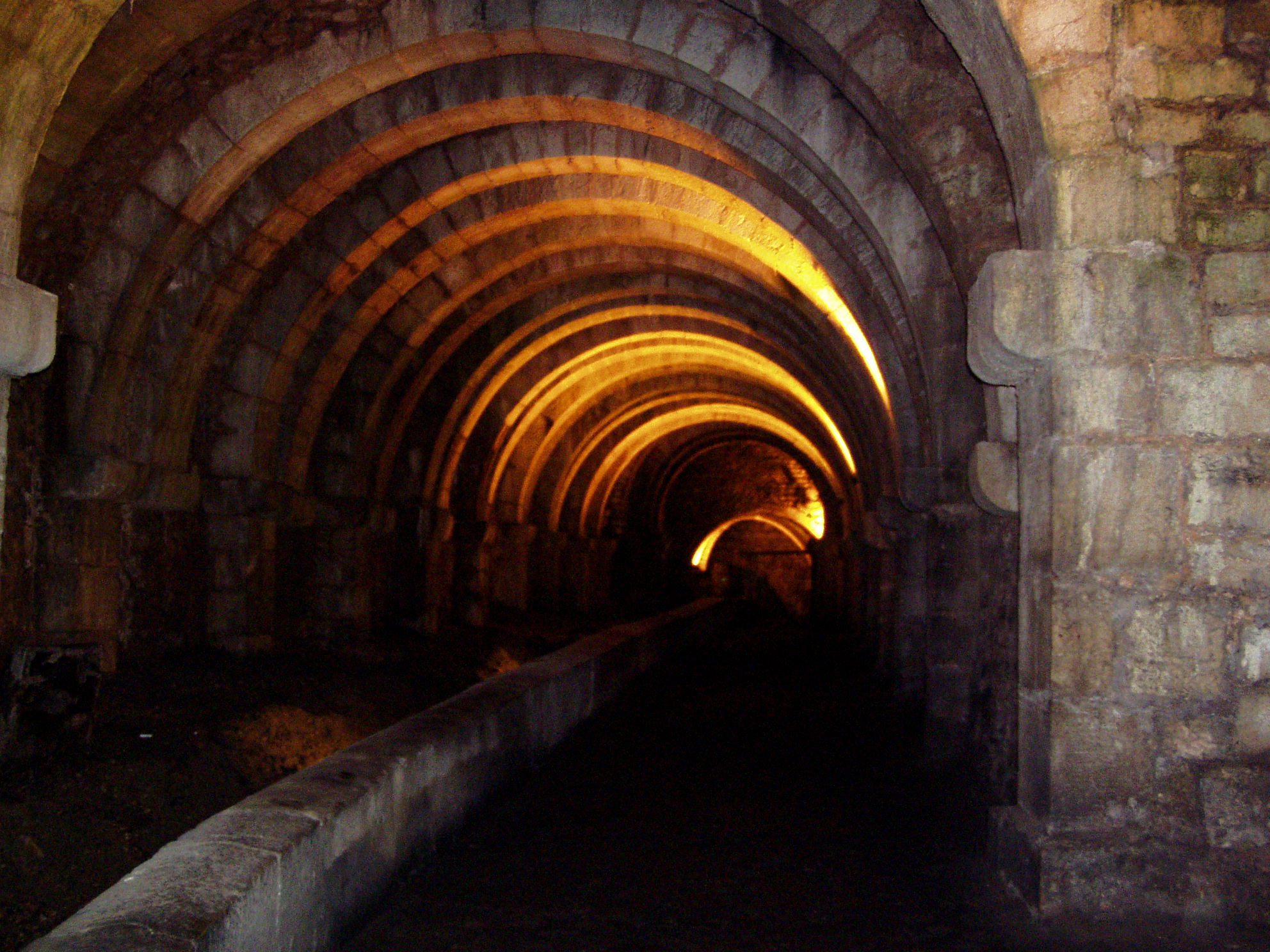
Galeria.
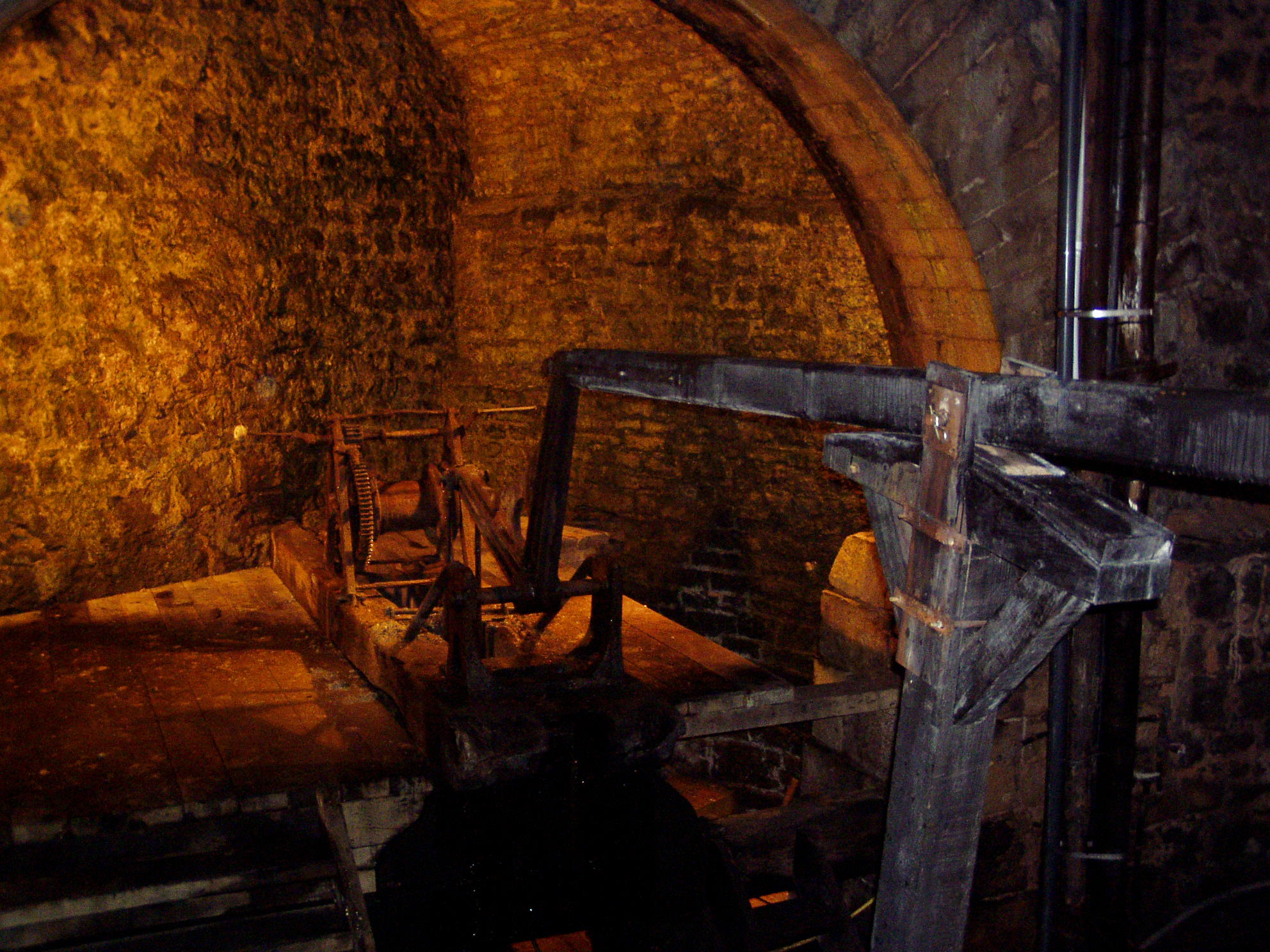
A bomba hidráulica.
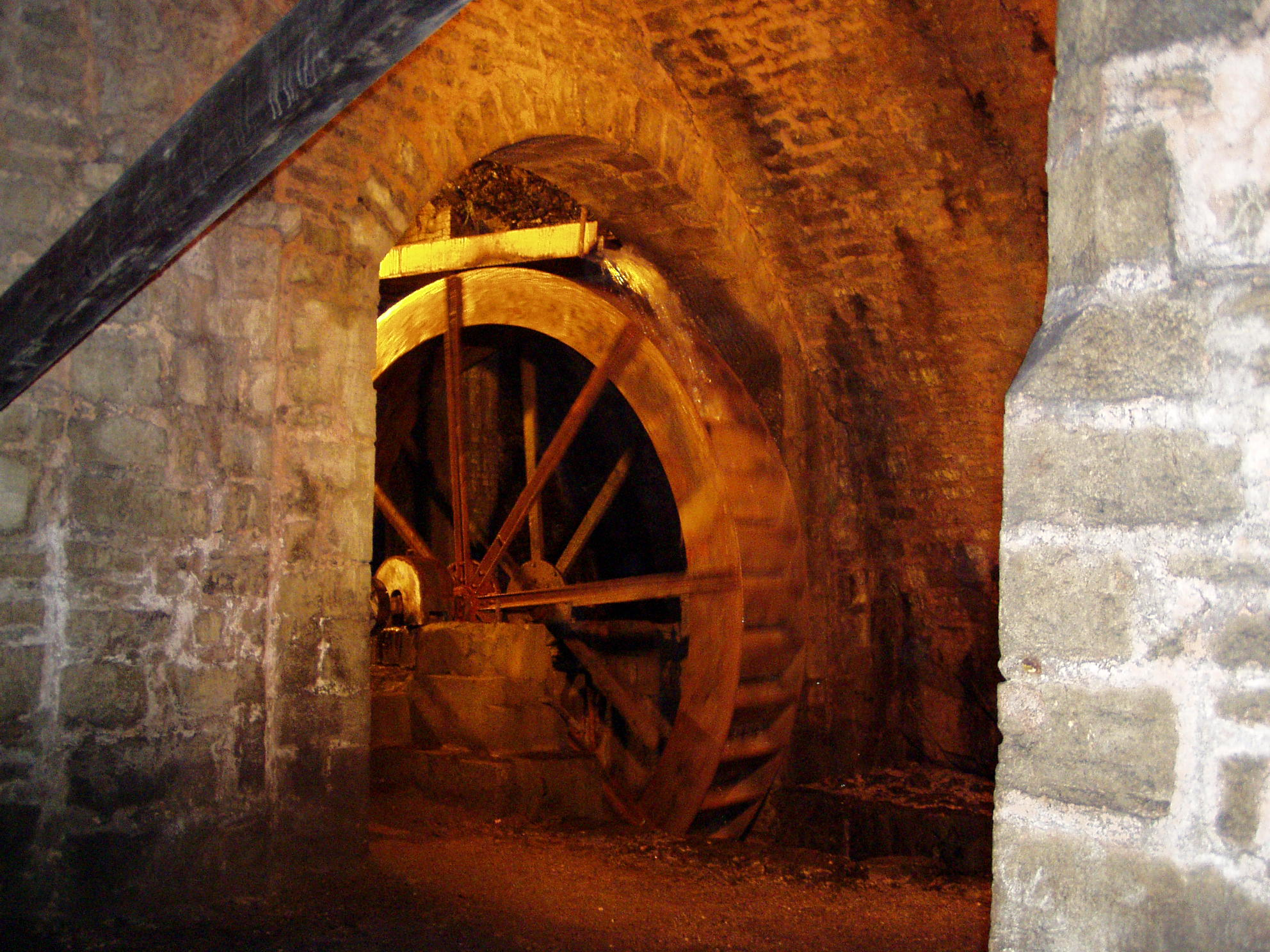
Roda de paletas.